# Pegomya vanduzeei
Pegomya vanduzeei är en tvåvingeart som beskrevs av Malloch 1919. Pegomya vanduzeei ingår i släktet Pegomya, och familjen blomsterflugor. Arten är reproducerande i Sverige.